# Angelina Pirini
Angelina Pirini (Sala di Cesenatico, 30 de março de 1922 – Sala di Cesenatico, 2 de outubro de 1940) foi uma educadora italiana, declarada venerável pela Igreja Católica em 14 de março de 2024 pelo Papa Francisco.

## Biografia

### A infância

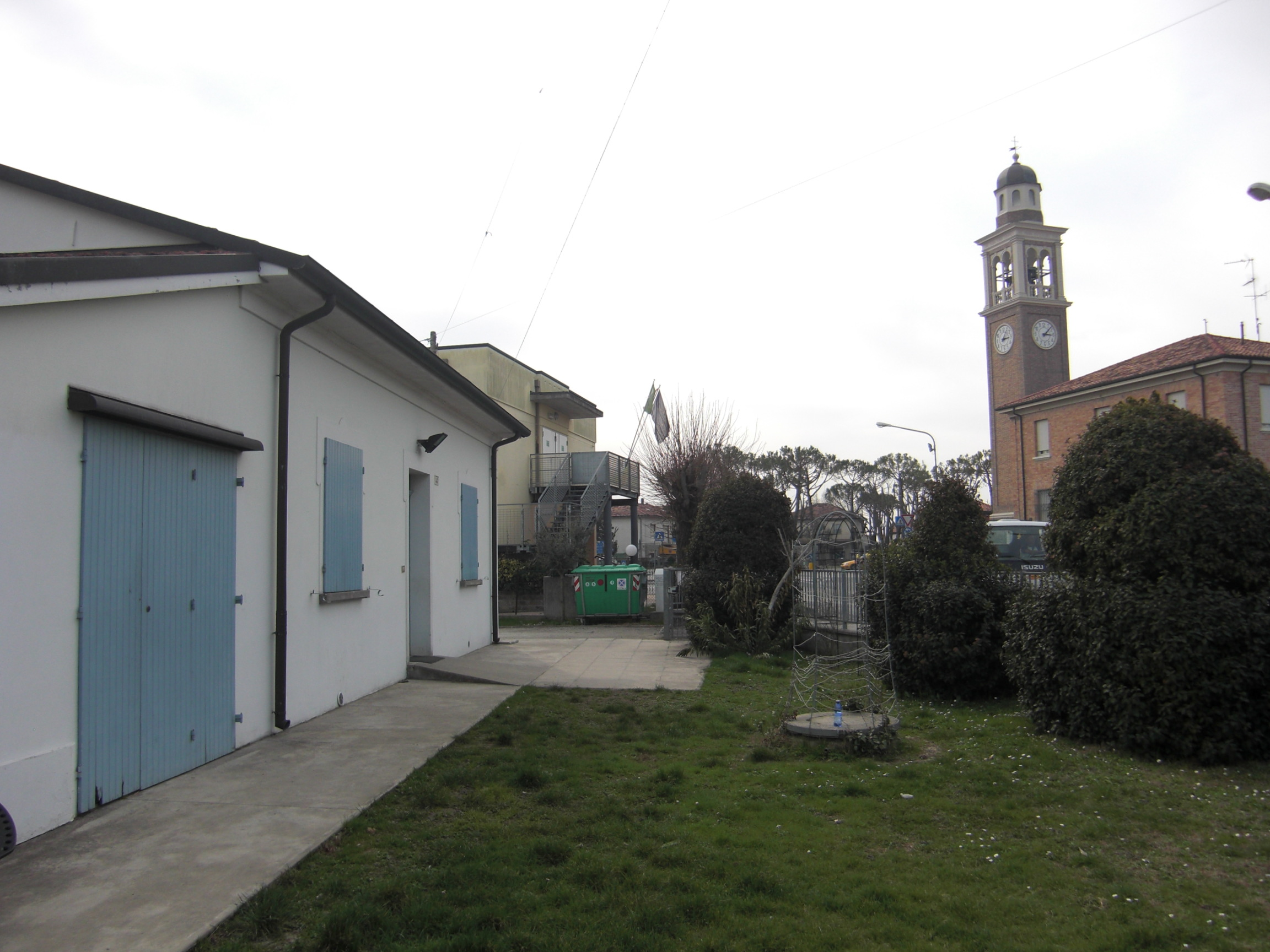
A residência de Angelina, nas proximidades da igreja paroquial.

Angelina Pirini nasceu em Celle di Sala di Cesenatico em 30 de março de 1922, filha de Luigi Pirini e Dina Savini. Primogênita de quatro irmãs, depois dela vieram Rosina, Giuliana e Anna.
Sua família era de origens modestas, e Angelina cresceu na simplicidade e religiosidade de um ambiente humilde e rural, cujo centro era a paróquia de Sala. Frequentou o jardim de infância conduzido pelas irmãs canossianas e franciscanas e depois a escola até a quinta série. Em casa, desde pequena, ajudava com pequenas tarefas domésticas e cuidava de suas irmãs mais novas.
Aos doze anos, Angelina foi enviada para aprender o ofício de costureira com uma vizinha, atividade que exerceu até 1937, primeiro ano de sua enfermidade.
Angelina foi inscrita na Ação Católica desde criança e, a partir de 1930, quando recebeu a primeira Comunhão, frequentava a Santa Missa todos os dias, permanecendo na igreja em oração após a celebração.

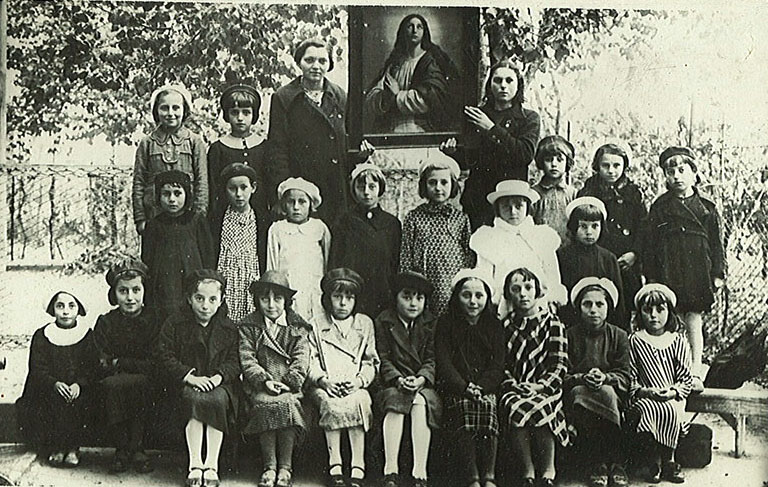
Angelina com o grupo das benjaminas

Em 1934, o padre Giuseppe Marchi chegou a Sala como novo pároco e decidiu refundar a Ação Católica paroquial, dando também um novo impulso à vida religiosa da vila, ao culto da Eucaristia e da Paixão de Jesus. Esse ano foi considerado por Angelina como decisivo para sua vida espiritual: de fato, o padre Marchi lhe confiou o cargo de delegada das benjaminas em 1934, função que desempenhou até 1937, quando se tornou delegada dos aspirantes e, por fim, presidente da seção feminina paroquial.

Angelina se dedicou intensamente ao apostolado com as meninas, colocando nele toda a energia que sua espiritualidade lhe dava. Era uma educadora muito atenta: procurava compreender a psicologia das crianças para poder falar-lhes sobre o amor de Deus. Ela escreveria:
"Oh, como é bonito falar às almas sobre o Amor. No meio dessas almas, me vejo como uma sacerdotisa que segura Jesus em Suas mãos no Seu Corpo Místico! Como isso me comove!"
No dia 15 de maio de 1937, participou com entusiasmo do encontro nacional da juventude feminina da Ação Católica em Loreto. Nessa ocasião, teve a oportunidade de conversar com a dirigente nacional Armida Barelli, que posteriormente respondeu a uma carta de Angelina, na qual ela expressava a alegria e os dons que a pertença à associação lhe proporcionou. Ela escreveria em maio de 1938:
"Quanto bem eu quero à Ação Católica! Sim, porque foi ao participar desse grande exército que eu aprendi a conhecer e a amar o Senhor, a quem tanto amo e de quem sou apenas. Muitas almas foram confiadas a mim, e só isso satisfaz meu grande desejo. Eu gostaria de estar em todos os cantos da terra para falar às almas sobre o amor de Deus...."
A jovem tinha o desejo de se consagrar ao Senhor, assim, com a permissão de seu pai espiritual (o próprio padre Giuseppe Marchi), no dia 8 de dezembro de 1936, fez um voto de virgindade, que repetiu também no ano seguinte.
A doença

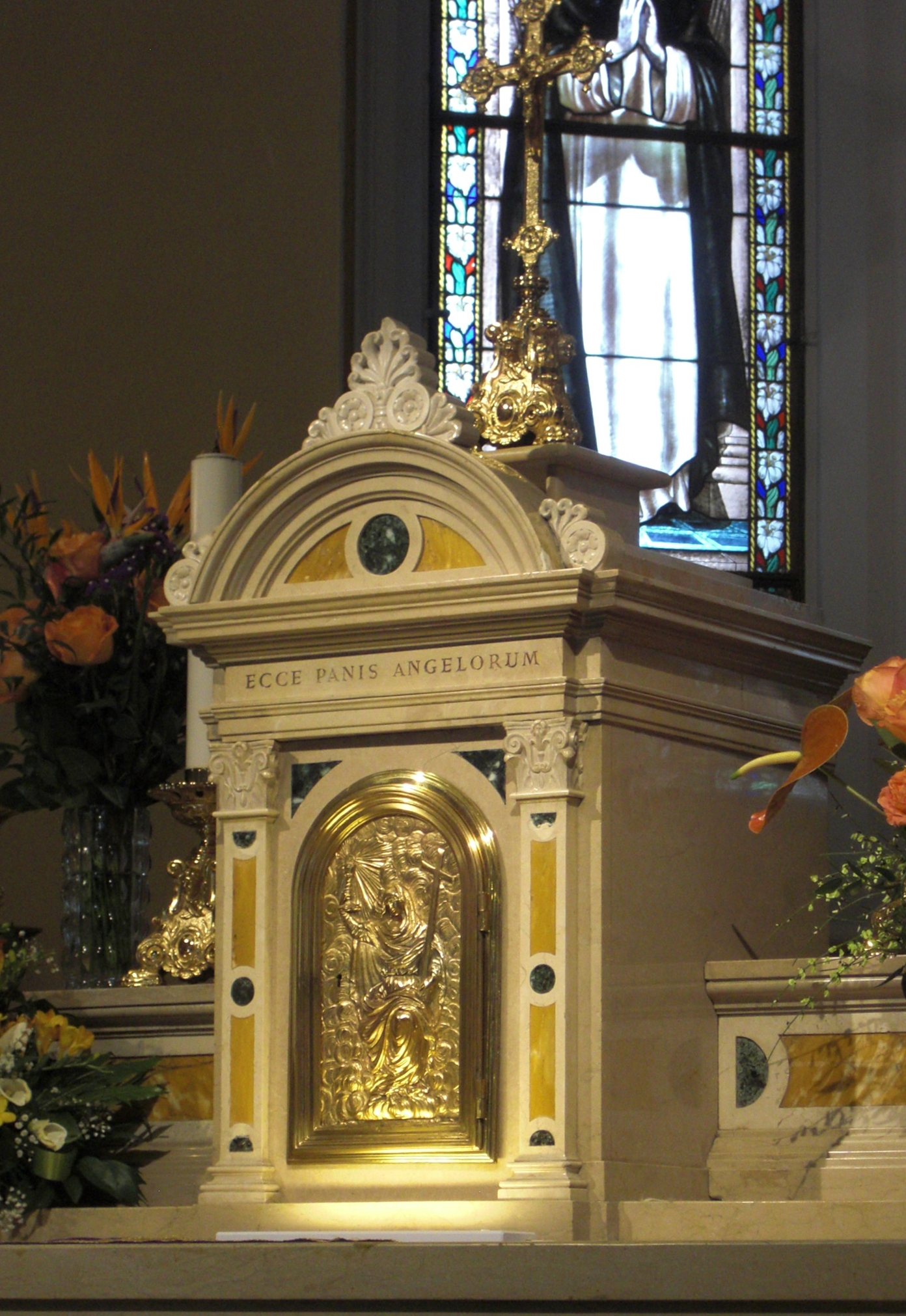
Tabernáculo do santuário de Sala di Cesenatico, diante do qual Angelina frequentemente parava para rezar.

Em 9 de julho de 1937, Angelina foi acometida por fortes dores abdominais: internada de urgência no hospital de Cesenatico, passou pela primeira cirurgia devido a uma apendicite perfurada, mas a partir desse dia, nunca mais recuperou a saúde.
Fizeram de tudo para tentar resolver o caso: de 31 de julho a 4 de agosto de 1938, esteve em Bolonha para exames na clínica Sant'Orsola; de 19 a 25 de agosto, buscou repouso em Balze di Verghereto, nos Apeninos tosco-romanhóis; em setembro de 1938, foi novamente internada no hospital de Cesenatico para uma segunda cirurgia exploratória. Infelizmente, nada trouxe uma solução. Somente mais tarde foi diagnosticada com tuberculose intestinal, mas a essa altura já não era mais possível intervir, pois a doença estava em estágio avançado.
Angelina não se desanimou, mas encontrou, como se lê em seus diários, na doença um motivo para oferecer a Deus seus sofrimentos, tanto físicos quanto morais (as fortes incompreensões com seu pai, Luigi). Era desejo da jovem Pirini se oferecer como vítima de reparação pelo mundo inteiro.

No dia 16 de junho de 1938, Angelina uniu-se a Jesus Eucarístico com o voto de castidade perpétua e como vítima reparadora, para se associar mais plenamente à Paixão de Jesus. Ela escrevia:
"Viver a Eucaristia, vivê-la nas horas de abandono e incompreensão, na hora em que, por esse tipo de sofrimento, a alma se assemelha à Hóstia viva dos nossos Altares! Eu me ofereço pelos Sacerdotes para que sejam santos, pelos missionários para que, ó Jesus, Tu lhes dês força e coragem, para que Tu protejas o Papa, nosso doce Cristo na terra. Jesus, eu desejo participar das Tuas dores. Tenho esse direito, sendo Tua pequena esposa. Quero morrer mártir por Ti e para a Tua Glória".
Para imitar Jesus, que foi obediente até a morte de Cruz, Angelina fez o voto de obediência ao seu diretor espiritual em 11 de fevereiro de 1939.
De 1939 a 1940, a venerável teve a consolação e o privilégio de receber várias visitas do bispo de Cesena, Beniamino Socche, que passava um tempo conversando com ela em seu quarto. Monsenhor Socche a conheceu através de uma carta em que Angelina o parabenizava por sua nomeação como bispo e oferecia seus sofrimentos físicos e espirituais. Após essa carta, outras se seguiram, sempre com respostas pontuais do prelado.

Antes de morrer, a jovem educadora quis assumir um compromisso junto com o padre Marchi: no dia 16 de julho de 1939, junto com seu diretor espiritual, diante do crucifixo, estabeleceram um pacto de aliança:
"Para viver somente para a glória de Deus e para a salvação das almas".
Durante seu último ano de vida, Angelina experimentou a chamada noite do espírito: um período de aridez espiritual, durante o qual sua fé foi duramente testada, pois as consolações sensíveis da alma lhe foram retiradas, mergulhando-a em um período de escuridão espiritual.
Perto de morrer, quando já respirava com dificuldade e estava sem voz, Angelina pediu a Jesus para poder cantar com as meninas da associação, que, junto com o pároco, lhe traziam a Eucaristia. A jovem começou a cantar em voz alta, para a surpresa de todos.

### Morte e funeral

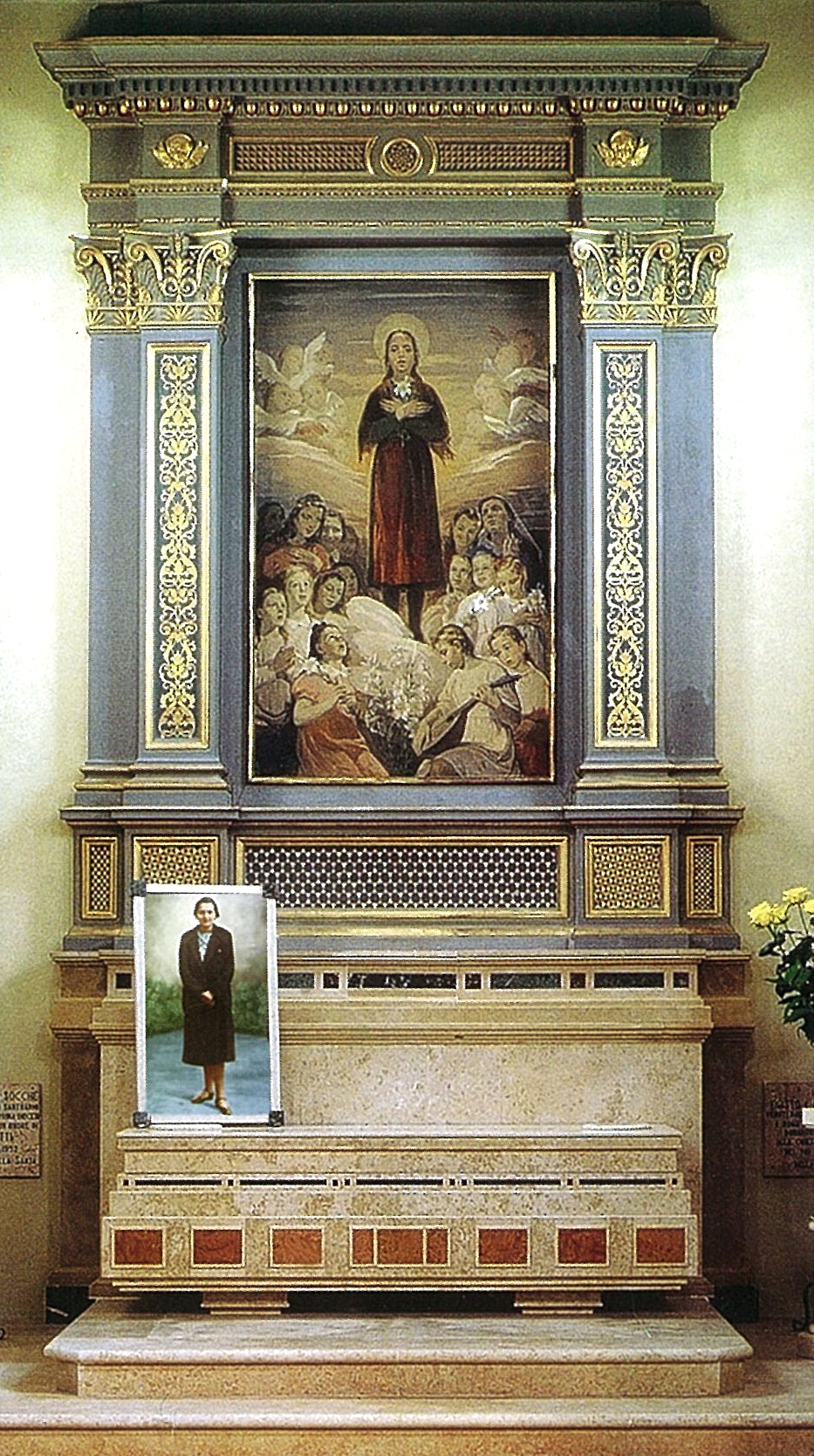
O altar dedicado a Santa Maria Goretti, onde repousam os restos de Angelina Pirini.

Angelina Pirini faleceu no dia 2 de outubro de 1940, vinte minutos após a meia-noite. O funeral contou com uma grande participação da população e de muitos jovens da Ação Católica (entre os quais estavam Pio Moretti, Guelfa Bondi e Irma Ceredi, esta última líder da Ação Católica após a morte de Angelina). O discurso fúnebre foi proferido pelo Cônego Antonio Chiesa, reitor da Catedral de Cesena.
Os restos mortais de Angelina foram sepultados no cemitério de Sala, que está localizado adjacente à igreja paroquial, um espaço que é mais do que apenas um local de descanso final; ele é um testemunho da vida e do legado que Angelina deixou para a comunidade.
A escolha desse local para o sepultamento não foi por acaso. A igreja paróquia de Sala, onde Angelina passou grande parte de sua vida, representava o centro espiritual de sua existência, refletindo sua profunda conexão com a fé e seu compromisso com a Ação Católica. Os fiéis que visitam o cemitério têm a oportunidade de honrar a memória de Angelina em um lugar que simboliza tanto sua vida de dedicação ao serviço de Deus quanto sua influência sobre as gerações de jovens que ela inspirou..
Desde 25 de março de 2001, o corpo repousa em um sarcófago de mármore, desejado pelo bispo Socche, junto ao altar de Santa Maria Goretti, dentro da igreja paroquial de Sala di Cesenatico, na qual a pala de altar (obra de Piero Delle Ceste) representa, aos pés da Santa, Angelina Pirini e Irma Ceredi.

## Escritos e correspondência com o bispo Beniamino Socche.

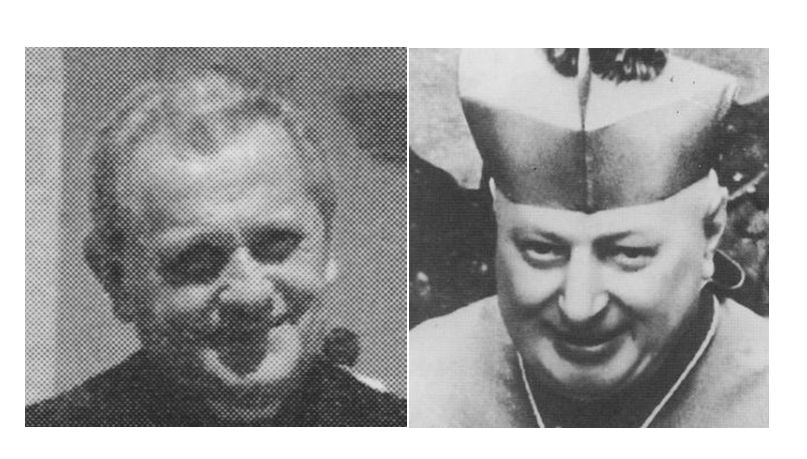
Dom Giuseppe Marchi e Monsenhor Beniamino Socche.

Angelina foi convidada por Dom Marchi, para melhor acompanhá-la espiritualmente, a manter um diário espiritual. A jovem gostava de escrever e, apesar de sua baixa escolaridade, conseguia descrever seu estado interior com uma linguagem refinada e cheia de detalhes. Entre seus numerosos escritos, além do mencionado Diário, conservado em três cadernos manuscritos, destacam-se os Relatos Espirituais, o Testamento Espiritual, o Ato de Consagração e o Epistolário, no qual estão incluídas as cartas ao bispo Beniamino Socche, às quais o prelado sempre respondeu com afeto (Monsenhor Socche visitou várias vezes Sala, onde manteve conversas particulares com Angelina).

Da última página do seu Diário:
"Eu preciso de amor puro, ó Jesus, para retribuir o Teu amor infinito: dá-me. Tenho sede de silêncio, de ocultamento, de mortificação para poder me assemelhar a Ti, para poder me identificar contigo, ó Jesus, Hóstia de amor. Tenho sede, tenho sede de Ti..., ardo: Jesus, dá-me de beber, Tu que és a fonte da vida, para que eu não morra, mas viva e viva só de Ti, ó Jesus, e viva só para Ti. Quero ser Teu até a consumação e consumir-me por Ti. Pai meu que estás nos céus, eu creio em Ti e Te amo. Sim, Pai meu, eu Te amo. Santificado seja o Teu Nome, venha o Teu Reino, seja feita a Tua vontade, ó Pai, assim como é feita no céu. Pai, sou um pobre nada e na profundidade do meu nada e no conhecimento da minha enfermidade, clamo a Ti o amor puro. A Ti que vejo tudo belo, santo e infinitamente misericordioso: clamo a Ti meu amor, Pai, pela honra e glória do Filho, o Teu e meu Jesus, que sendo eu e Tu mesmo, me fez participar de Ti, Pai bendito."

## Veneração de beatificação
Após o voto favorável da Conferência Episcopal da Emília-Romanha (primavera de 1985) e depois da autorização (nihil obstat) da congregação para as causas dos Santos no Vaticano (27 de julho de 1985), o bispo de Cesena, monsenhor Luigi Amaducci, declarou aberto o processo diocesano para a causa de beatificação e canonização da serva de Deus Angelina Pirini, com decreto de 8 de setembro.
Assim, foram abertos publicamente os processos cognicionais sobre a vida, virtudes e milagres, no dia 12 de outubro de 1985.
Após cinco anos de início, os processos cognicionais foram concluídos na diocese no dia 28 de outubro de 1989, e todos os documentos foram enviados a Roma, à congregação para as causas dos Santos, onde, em 12 de junho de 1990, os trabalhos para a causa de beatificação e canonização tiveram início.
No dia 14 de março de 2024, o Papa Francisco autorizou o Dicastério das Causas dos Santos a promulgar o decreto sobre a heroicidade das virtudes, atribuindo a Angelina o título de venerável.

## A Associação "Amigos de Angelina"

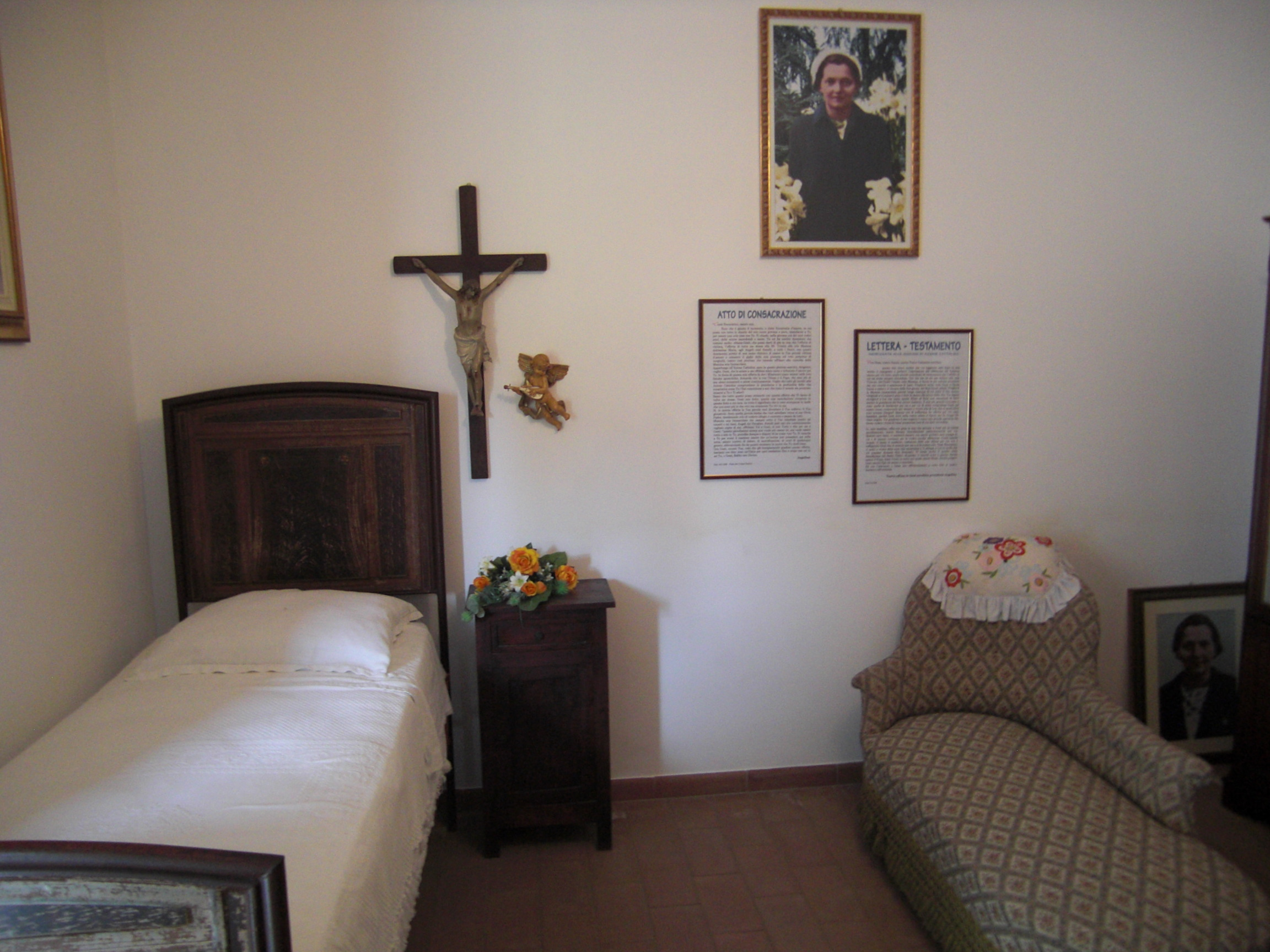
O quarto de Angelina, em sua casa em Sala.

Para manter viva a memória de Angelina Pirini na casa paroquial de Sala di Cesenatico, está ativa a associação "Amici di Angelina" (Amigos de Angelina), com o objetivo de divulgar a venerável. A associação também organiza conferências, encontros de oração e cuida da publicação de folhetos e livros, alguns escritos pelo falecido dom Angelo Pirini, primo de Angelina.
A casa onde Angelina viveu e morreu é agora propriedade da paróquia (que é adjacente a ela) e abriga os encontros da própria associação, da ação católica, momentos educativos para os jovens, reuniões e grupos de oração. Um pouco distante, em plena zona rural, ainda existe a casa natal da Venerável, de propriedade privada. O município de Cesenatico dedicou, ainda na fração de Sala, uma praça a Angelina Pirini.

## Espiritualidade
Durante sua vida, Angelina enfrentou severas provações de saúde, mas transformou suas dores em uma oferta a Deus, buscando unir-se à Paixão de Cristo. Ela vivia sua espiritualidade em comunhão com a Eucaristia, expressando o desejo de ser uma vítima de reparação pelas almas. Através de suas anotações e diários, Angelina documentou sua jornada espiritual, evidenciando sua intenção de viver exclusivamente para a glória de Deus e para a salvação das almas.
Mesmo nos momentos de aridez espiritual, quando sua fé foi testada, Angelina manteve-se firme em sua devoção. Sua relação íntima com a Eucaristia se manifestou em momentos como o de seu último desejo, onde, mesmo sem voz e à beira da morte, pediu para cantar com as crianças que a levariam a comunhão. A espiritualidade de Angelina Pirini foi repleta de amor, sacrifício e entrega.